# Compressidentalium clathratum
Compressidentalium clathratum är en blötdjursart som först beskrevs av von Martens 1881.  Compressidentalium clathratum ingår i släktet Compressidentalium och familjen Dentaliidae. Inga underarter finns listade i Catalogue of Life.